# Isso (Italia)
Isso es una localidad y comune italiana de la provincia de Bérgamo, región de Lombardía, con 665 habitantes.

## Evolución demográfica
| Gráfica de evolución demográfica de Isso entre 1861 y 2001 |
|                                                            |
| Fuente ISTAT - elaboración gráfica de Wikipedia            |